# Пригородня
Пригородня (рос. Пригородняя) — слобода в Щигровському районі Курської області Російської Федерації.
Населення становить 1242 особи. Входить до складу муніципального утворення Пригородненська сільрада.

## Історія
Населений пункт розташований на території українського етнічного та культурного краю Східна Слобожанщина.
Від 2004 року входить до складу муніципального утворення Пригородненська сільрада.

## Населення
| 2002 | 2010  |
| ---- | ----- |
| 1270 | ↘1242 |